# (33173) 1998 FC
1998 FC (asteroide 33173) é um asteroide da cintura principal. Possui uma excentricidade de 0.11397090 e uma inclinação de 9.59728º.
Este asteroide foi descoberto no dia 16 de março de 1998 por Takao Kobayashi em Oizumi.